# Euthore fasciata
Euthore fasciata là loài chuồn chuồn trong họ Polythoridae. Loài này được Hagen in Selys mô tả khoa học đầu tiên năm 1853.